# 謝贊娜·安瓦爾
謝贊娜·安瓦爾（Shehzana Anwar，1989年8月21日—）是一名肯亞射箭運動員，主攻女子反曲弓項目。她曾獲得非洲射箭錦標賽女子個人反曲弓冠軍。

## 外部連結
- World Archery（页面存档备份，存于）

,